# Brigades rouges
Pour les articles homonymes, voir BR et Brigades rouges (homonymie).
Le nom de Brigades rouges (italien : Brigate Rosse, BR) désigne une organisation terroriste d'extrême gauche italienne, apparue durant les années de plomb. Visant particulièrement les policiers et les magistrats, les Brigades rouges ont commis de nombreux attentats et assassinats, notamment l'enlèvement et le meurtre, en 1978, de l'ancien chef du gouvernement italien Aldo Moro.

## Histoire
La formation des Brigades rouges s'inscrit dans le contexte de luttes sociales de la fin des années 1960. Des grèves ouvrières secouent les usines (Pirelli et Siemens en particulier), ce qui conduit une partie du mouvement ouvrier à adopter la « propagande armée » comme méthode de lutte. Les premières actions — destruction des véhicules de contremaîtres ou séquestration de cadres — reflètent la composition sociale des groupes armés. Parmi les mille trois cent trente-sept personnes condamnées pour appartenance aux Brigades rouges, on comptait 70 % d’ouvriers, d’employés du tertiaire ou d’étudiants.
En juillet 1970, le Collectif politique métropolitain (it) (Collettivo Politico Metropolitano) se transforme en Sinistra proletaria (it) (« Gauche prolétarienne »). Peu de temps après apparaissent les Brigades rouges le 17 septembre 1970 lors de l'incendie de la voiture d’un cadre de Siemens. Renato Curcio et Alberto Franceschini fondent ce groupe à Reggio d'Émilie.
À leurs débuts, les Brigades rouges se distinguent d'autres groupes politiques d'extrême gauche tels que Lotta Continua ou Potere Operaio. Ces groupes, alors représentants de l'opéraïsme qui inspira en France le mouvement autonome, contestaient l'hégémonie du Parti communiste italien (PCI) sur le mouvement ouvrier et prétendaient le dépasser par la gauche. A contrario, les BR prétendent reprendre le combat « insurrectionnel » abandonné par le PCI à la fin de la guerre ; en effet la résistance armée anti-fasciste en Italie a combattu dans le nord les armées allemandes et les fascistes italiens de la république de Salo jusqu'à la capitulation nazie en mai 1945. Pour eux ce combat est « suspendu » et doit reprendre. La situation politique italienne des années 1960-1970 est l'occasion de reprendre le combat interrompu et de créer un « Parti communiste combattant » ; en ce sens ils sont très éloignés de l'idéologie de groupes marqués par l'« opéraïsme ».
Plusieurs affaires, s'inscrivant dans la stratégie de la tension, sont à l'origine du passage à la lutte armée des Brigades rouges, qui s'inscrit également dans un contexte géopolitique mondial, dont notamment l'effervescence du mouvement étudiant dans de nombreux pays (mai 68 français, Mexique, Argentine, États-Unis, etc.), lié à la contestation de la guerre du Viêt Nam, etc. L'attentat de la piazza Fontana, le 12 décembre 1969 (16 morts et 98 blessés), en marque le début. Un cheminot anarchiste, Giuseppe Pinelli, est à l'époque désigné par les autorités. Des militants néo-fascistes seront finalement mis en examen, en 1997 seulement ; ils seront relaxés en mars 2004 par la cour d'appel de Milan, au terme d'un verdict très controversé. En réaction à l'attentat de la piazza Fontana, de nombreux groupes italiens d'extrême gauche (dont le mouvement autonome) entrent en effervescence.
La crainte d'un coup de force de l’extrême droite en Italie, à l'image de la dictature des colonels en Grèce et de la dictature militaire d'Augusto Pinochet au Chili, dans un pays encore marqué par son récent passé fasciste, explique en partie pourquoi le terrorisme d’extrême gauche s'est développé en Italie plus que dans aucun autre pays d'Europe.[réf. nécessaire] « J’ai grandi avec l’idée qu’ils préparaient un coup d’État, comme en Grèce ou au Chili. Et qu’ils nous auraient tués. D’ailleurs, ils avaient déjà commencé », explique ainsi Sergio Segio, l'une des figures des années de plomb. De fait, entre 1969 et 1975, les attentats et les violences politiques sont surtout imputables à des groupes de droite (à 95 % de 1969 à 1973, à 85 % en 1974 et à 78 % en 1975).
Devant l'échec des actions de propagande menées en milieu ouvrier, les Brigades rouges décident de concentrer leur action sur ce qu'ils appellent la « propagande armée » ou la « lutte armée » et les actions violentes (séquestrations, blessures par balles aux jambes – appelées « jambisations » –, assassinats) contre les « serviteurs de l'État » : policiers, magistrats, hommes politiques et journalistes. Selon Alberto Franceschini, l'un des fondateurs du groupe, la mort de l'éditeur Giangiacomo Feltrinelli, le 15 mars 1972, les a laissés comme des « orphelins » et les a fait basculer dans l'action violente. Franceschini a également admis la participation des Brigades rouges dans l'attentat de l'ambassade des États-Unis à Athènes en Grèce, que Corrado Simioni aurait organisé.
En 1974, Alberto Franceschini et Renato Curcio, principaux fondateurs du groupe, sont arrêtés par le général Carlo Alberto Dalla Chiesa et condamnés à dix-huit ans de prison. À partir de cette date, on parle des secondes Brigades rouges, dirigées par Mario Moretti.
En janvier 1977, les Brigades rouges enlèvent et séquestrent l'ingénieur Pietro Costa, finalement libéré contre rançon.
Le groupe tuera au total 48 personnes et en blessera 415 jusqu'au début des années 1980. Le journaliste Sergio Zavoli, dans l'enquête La notte della Repubblica, avance que de 1974 (l'année des premiers meurtres revendiqués) à 1988, les Brigades rouges ont revendiqué 86 meurtres, principalement des agents de la police d'État et des carabiniers, des magistrats et des personnalités politiques. Parmi ceux-ci, on trouve 85 hommes et une seule femme (Germana Stefanini, gardienne de prison). Leur armement provenait principalement des stocks des partisans de la Seconde Guerre mondiale.

### Assassinat d'Aldo Moro

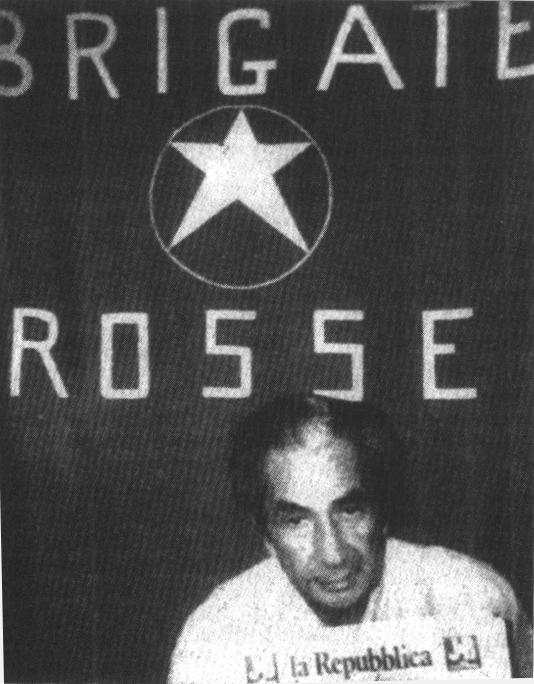
Aldo Moro filmé durant sa captivité.

Les secondes Brigades rouges, dirigées par Mario Moretti, se sont principalement illustrées par l'enlèvement du président du parti de la Démocratie chrétienne, Aldo Moro, le 16 mars 1978, jour où Giulio Andreotti présentait devant les Chambres un gouvernement de « compromis historique » avec le Parti communiste (PCI), écarté du pouvoir depuis la crise de mai 1947. Aux élections de juin 1976, le PCI avait obtenu plus de 34 % des voix, contre 38 % pour la DC, largement plus que toute autre force politique.
L'État italien refusa catégoriquement de négocier avec les Brigades rouges, qui visaient à atteindre une sorte de reconnaissance similaire à celle obtenue par l'OLP de Yasser Arafat comme mouvement insurrectionnel, ainsi que la libération de certains brigadistes incarcérés.
Après 55 jours de captivité, Aldo Moro fut assassiné par les BR de Moretti. Son corps fut retrouvé dans le coffre d'une automobile, via Caetani, à proximité des sièges de la DC (piazza del Gésu) et du PCI (via delle botteghe oscure). Le chef du SISMI (les services secrets italiens) reçut par la suite un blâme pour son attitude de fermeté lors des négociations.
Le télégramme des Brigades rouges expédié après l'exécution d'Aldo Moro d'une balle dans la nuque qualifie ce meurtre de « conclusion d'une bataille. »
À l'époque, les Brigades rouges sont dénoncées par la totalité de la classe politique italienne et apparaissent comme définitivement isolées. Le monde syndical italien les condamne, notamment à la suite de l'assassinat du syndicaliste Guido Rossa le 24 janvier 1979, qui avait dénoncé un travailleur coupable d'avoir distribué des tracts des Brigades rouges.

### Mesures législatives pour lutter contre le terrorisme
Pour faire face aux divers attentats, imputables aux deux extrêmes du champ politique qui marquent ces années de plomb, l'Italie adopte des lois d'exception. La loi Reale (it) du 22 mai 1975 autorise la police à perquisitionner et arrêter une personne sans mandat du juge d'instruction, sur seul soupçon. Puis le décret-loi Cossiga du 15 décembre 1979 allonge la détention préventive pour les personnes soupçonnées d'acte terroriste et autorise les écoutes téléphoniques.
La loi Gozzini (it) du 10 octobre 1986, puis la loi sur la « dissociation » du 18 février 1987, qui inaugure la figure du pentito (repenti ou collaborateur de justice) et les décrets-loi du 12 avril 1990 et du 22 décembre 1990, marqueront la fin de ces lois « spéciales », en réduisant la détention.

### Années 1980
À partir de 1981, l'organisation se divise, entraînant l'apparition de plusieurs groupes revendiquant l'appellation Brigades rouges :
- Brigades rouges-Parti Guérilla du Prolétariat métropolitain (Brigate rosse-Partito guerriglia del proletariato metropolitano, BR-PGPM), le 16 décembre 1981, mené par Giovanni Senzani, un criminologue. L'ancien chef adjoint de la police de Gênes, Arrigo Molinari, a prétendu qu'il était un agent du SISMI dirigé par Giuseppe Santovito (it)[8]. Ce groupe a notamment enlevé le démocrate-chrétien Ciro Cirillo, président de la Campanie (région de Naples). Les négociations pour sa libération, effective trois mois plus tard, ont impliqué la Camorra, le SISMI et la Démocratie chrétienne, et ont, entre autres, soulevé une question mystérieuse : pourquoi l'État accepta de négocier pour ce notable local, alors que quatre ans avant, il avait catégoriquement refusé toute négociation concernant Aldo Moro ?
- Brigades Rouges pour la Construction du Parti communiste combattant (BR-PCC, Brigate rosse per la costruzione del Partito comunista combattente), qui regroupa la majorité des brigadistes après la scission des BR-PGPM et s'alliera avec la Rote Armee Fraktion.
- Union des communistes combattants (BR-UCC, UdCC, Unione dei Communisti Combattenti), issue d'une scission léniniste des BR-UCC qui apparaît officiellement en 1985[9].

Malgré leur isolement sur la scène politique, les différentes BR continuent leurs campagnes d'attentats et d'assassinats. En 1981, les Brigades rouges assassinent Roberto Peci (it), frère de Patrizio Peci (it), collaboratore di giustizia (accusé passé aux aveux qui collabore avec la justice en échange d'une réduction de peine). Cette vengeance « transversale », qui rappelle les crimes de la Mafia, aura aussi des conséquences très graves pour les Brigades. En 1988, les BR-PCC s'allient à la Fraction armée rouge (RAF) de RFA.
En 1992, apparaissent les Noyaux communistes combattants (it) pour la construction du Parti communiste combattant (NCC-PCC, Nuclei comunisti combattenti per la costruzione del Partito comunista combattente), proche des BR-PCC.

### Nouvelle génération de terroristes
Dans les années 1980, alors que la plupart des « brigadistes » de la première heure ont abandonné la lutte, une nouvelle génération continue de commettre sporadiquement des actions violentes. À la suite du démantèlement en 1988 de cette nouvelle bande, les Brigades rouges connaissent une période de sommeil avant de reprendre leurs actions à la fin des années 1990.
Le 1er juin 2005, cinq membres des « Nouvelles Brigades rouges », accusées d'avoir organisé l'assassinat en mars 2002 du professeur Marco Biagi, un consultant du gouvernement, sont condamnées à la perpétuité par la cour d'assises de Bologne. Les assassinats de Marco Biagi et de Massimo D'Antona (it), tué à Rome en 1999, avaient été revendiqués par les BR-PCC.
En février 2007, quinze terroristes présumés sont arrêtés dans le Nord de l'Italie, alors qu'ils se préparaient selon la police à commettre des attentats et des assassinats. Le groupe se compose de jeunes recrues, mais également de vétérans du terrorisme, comme Alfredo Davanzo, réfugié en France durant plusieurs années et rentré clandestinement en Italie. En octobre 2007, Cristoforo Piancone, un ancien membre des Brigades rouges passé en 2004 en régime de semi-liberté, est arrêté pour attaque de banque.
Le 11 juin 2009, six personnes soupçonnées d'appartenir aux Nouvelles Brigades rouges sont arrêtées et accusées d'avoir projeté un attentat contre le sommet du G8 à L'Aquila (8 au 10 juillet 2009). Des armes sont saisies ainsi que les plans du système de vidéo-surveillance du sommet[réf. nécessaire].

## Composition
Les Brigades rouges se composaient au minimum d'une cinquantaine de cadres et de nombreux soutiens actifs et passifs. En 1981, 1 523 terroristes proches ou membres des Brigades rouges étaient détenus en Italie. Selon Le Monde diplomatique, les prisons italiennes comptaient 4 000 détenus pour des affaires de « terrorisme » en 1980. Selon Alberto Franceschini, après son arrestation en 1974 ainsi que celle de la plupart des membres du groupe d'origine, les premières Brigades ont laissé la place à un second groupe plus dur. Franceschini a émis des réserves quant à la confiance à accorder à Mario Moretti.

## Stratégie de la tension
Dès les années 1970, on parle dans les milieux d'extrême gauche d'une mystérieuse organisation secrète, financée par la CIA, qui aurait manipulé, voire infiltré, le groupe de Mario Moretti. Alberto Franceschini, le fondateur des Brigades rouges, maintiendra cette thèse dans ses mémoires, publiés en 2005 à sa sortie de prison. Depuis les révélations du premier ministre Giulio Andreotti le 24 octobre 1990, on sait alors qu'une telle organisation, appelée Gladio, a réellement existé. Un rapport parlementaire de 2000 dénonça la « stratégie de la tension » qui visait alors, par le biais d'attentats sous faux pavillon false flags, mis sur le dos de l'extrême gauche, à « empêcher le PCI et, dans une moindre mesure, le Parti socialiste italien, d'accéder au pouvoir ». Le contrôle effectif des Brigades rouges dans le cadre d'une stratégie de ce type n'a cependant jamais été prouvé.

### Liens avec des services secrets et spéculations diverses
Il est avéré que l'Union soviétique apporta un soutien logistique aux Brigades rouges : plusieurs de leurs membres séjournèrent clandestinement en Tchécoslovaquie et y reçurent un entraînement ; une telle assistance impliquait nécessairement l'accord du gouvernement soviétique. Alberto Franceschini affirma être convaincu que Mario Moretti avait été un agent, soit de la CIA, soit du KGB.
Selon Franceschini, Corrado Simioni aurait installé un groupe secret à l'intérieur des Brigades rouges, le « Superclan (it) ». Franceschini a allégué que Simioni fonctionnait pour le compte de l'OTAN dans l'opération sous faux pavillon (false flag), citant la proposition insistante de celui-ci d'assassiner Junio Valerio Borghese en novembre 1970 ou d'autres agents de l'OTAN. Mario Moretti a alors pris la tête des Brigades rouges, et organisé en mars 1978 l'enlèvement d'Aldo Moro. Moretti est suspecté d'être un espion par Franceschini et Curcio.
Les thèses d'infiltration des Brigades rouges par certaines branches des services secrets italiens n'ont pas été confirmées à ce jour.

## Fuites en France: la «doctrine Mitterrand»
Au cours des années 1980, de nombreux membres des Brigades rouges et d'autres groupes terroristes ont pu se réfugier en France en vertu de ce qu'il est convenu d'appeler la « doctrine Mitterrand » : sous réserve de ne pas se servir de leur refuge en France comme base arrière pour des actions violentes, ils avaient la garantie de ne pas être extradés. Cette doctrine ne concernait pas néanmoins les personnes coupables de crimes de sang, ainsi qu'il ressort d'une déclaration du président Mitterrand :
« Nous avons environ 300 Italiens réfugiés en France depuis 1976 et qui, depuis qu’ils sont chez nous, se sont « repentis » et auxquels notre police n’a rien à reprocher. Il y a aussi une trentaine d’Italiens qui sont dangereux mais ce sont des clandestins. Il faut donc d’abord les retrouver. Ensuite, ils ne seront extradés que s’il est démontré qu’ils ont commis des crimes de sang. Si les juges italiens nous envoient des dossiers sérieux prouvant qu’il y a eu crime de sang, et si la justice française donne un avis positif, alors nous accepterons l’extradition.(…) Nous sommes prêts à extrader ou à expulser à l’avenir les vrais criminels sur la base des dossiers sérieux. »
— compte-rendu d'un déjeuner de travail avec le président du Conseil italien Bettino Craxi en 1985.
Cette doctrine se fonde sur l'idée que les lois spéciales (incarcérations sur la base de seul soupçon, interrogatoires se déroulant sans la présence d’un avocat, égalité de peine pour les individus appartenant au même groupe quelle que soit la nature des délits commis individuellement, etc.) adoptées par les autorités italiennes pour combattre les terroristes allaient à l’encontre de la conception française du droit.
Selon certains, la position de la France aurait contribué à apaiser la tension en Italie. La « doctrine Mitterrand » n'a cependant pas de valeur juridique sur le fond : ce que peut dire un président durant son mandat n'est pas une source de droit en France.
Il y eut seulement deux expulsions vers l'Afrique (Burundi) de militants italiens : le 9 mai 1985 deux réfugiés italiens : Enrico Fedele et Giovanni Di Giuseppe. (contrairement à l'ETA basque qui a beaucoup plus de militants expulsés vers des pays africains)[source insuffisante].
Toutefois, Sergio Tornaghi, membre de la colonne milanaise Walter Alasia (it)(du nom d'un « brigadiste » qui tua deux policiers avant d'être abattu), condamné par contumace à la prison à perpétuité pour « participation à bande armée » et « assassinat » et arrêté en France en 1998, a obtenu gain de cause devant la cour d'appel de Bordeaux. Celle-ci a refusé l'extradition en raison de la procédure italienne qui ne permettait pas à l'époque à un condamné par contumace d'être à nouveau jugé en cas de retour, comme le prévoit la Cour européenne des droits de l'Homme.
Un certain nombre d'entre eux rentrent dans la légalité et parviennent à refaire leur vie en France : Cesare Battisti devient gardien d'immeuble puis écrivain. Marina Petrella est assistante sociale dans le Val-d'Oise. Menacée d'une arrestation en 2007, elle entame une grève de la faim, qui mène au refus de cette demande d'extradition entre autres grâce au soutien de Dominique Voynet, de Patrick Braouezec.
En 2002, Paolo Persichetti, « brigadiste » non repenti, condamné à 22 ans de prison pour participation à l'assassinat d'un général de l'aviation, qui enseignait la sociologie politique à l'université Paris-VIII, est extradé en Italie. Paris semble alors rompre avec l'engagement pris par François Mitterrand en 1985. Ainsi, en 2019, l’incarcération de Cesare Battisti relance les demandes italiennes pour extrader les anciens terroristes repliés en France, afin de juger quatorze personnes.
Le 8 avril 2021, la ministre de la Justice italienne Marta Cartabia transmet une requête au ministre de la Justice français Éric Dupond-Moretti « pour ne pas laisser impunis les attentats des Brigades rouges ». Plusieurs médias italiens affirment que cette demande aurait été suivie d'un entretien téléphonique entre le président français Emmanuel Macron et le président du Conseil italien Mario Draghi. Le 28 avril, les ex-brigadistes Marina Petrella, Roberta Capelli, Enzo Calvitti, Giovanni Alimonti et Sergio Tornaghi sont arrêtés sur décision du président, ainsi que Giorgio Petriostefani, l'un des leaders de Lotta continua et Narciso Manenti, membre de Nuclei Armati per il Contropotere Territoriale (it). Trois autres anciens brigadistes — Maurizio Di Marzio, Lauigi Bergamin et Raffaele Ventura — restent alors recherchés. L'Élysée affirme que cette décision s'inscrit dans le cadre de la « doctrine Mitterrand » tandis qu'en Italie, le ministre des Affaires étrangères Luigi Di Maio, le ministre de l'Intérieur Carlo Sibilia ainsi que Mario Draghi saluent l'opération. Irène Terrel, avocate de cinq des sept personnes arrêtées, dénonce quant à elle une « trahison innommable de la France » et affirme que « c'est la France qui leur a donné l'asile, les autorités, droite et gauche confondues, et non pas François Mitterrand », tout en entendant contester les procédures d'extradition,.

## Dans les arts et la culture populaire

### Filmographie

#### Cinéma
- 1986 : 
  - L'Affaire Aldo Moro de Giuseppe Ferrara.
  - Le Diable au corps de Marco Bellocchio.
- 1991 : Year of the Gun, l'année de plomb de John Frankenheimer.
- 1995 : La Seconde Fois de Mimmo Calopresti.
- 2003 :
  - L'Affaire des cinq lunes de Renzo Martinelli.
  - Nos Meilleures années de Marco Tullio Giordana.
  - Buongiorno, notte, de Marco Bellocchio.
- 2007 : 
  - Guido che sfidò le Brigate Rosse de Giuseppe Ferrara.
  - Mon frère est fils unique de Daniele Luchetti.
- 2008 : Il sol dell’avvenire de Gianfranco Pannone (it).
- 2010 : Il sorteggio (it) de Giacomo Campiotti.
- 2013 : Sangue de Pippo Delbono.

#### Télévision

##### Documentaire
- 1997 : Do you remember Revolution ? de Loredana Bianconi.
- 2001 : Ils étaient les Brigades rouges de Mosco Levi Boucault.
- 2008 : Anni Spietati - Una Città e il Terrorismo: Torino 1969-1982 de Igor Mendolia.

##### Série
- 2008 : Aldo Moro - Il presidente (it), de Gianluca Maria Tavarelli (it), miniserie TV, 2008 ;
- 2022 : Esterno notte, de Marco Bellocchio (mini-série)